# Vermeer: Master of Light
Vermeer: Master of Light è un documentario del 2001 diretto da Joe Krakora e basato sulla vita del pittore olandese Jan Vermeer.